# 濠庭都會
濠庭都會位處於澳門氹仔低地BT19/25/30地段的高尚住宅屋苑，其發展商為氹仔新城市發展有限公司。

## 發展商
整個項目由中國建築為承建商，由氹仔新城市發展有限公司（簡稱NTUL）為發展商，而該公司股權分別由澳門旅遊娛樂有限公司、合和實業及信德集團聯營發展，分別持有25%、50%及25%該公司之股權；所以實際決策權由合和實業持有，而澳門旅遊娛樂有限公司部分股權由信德集團擁有，因而實際上只得合和實業及信德集團參與。
2007年中，信德集團開始向其餘兩家聯營集團收購氹仔新城市發展有限公司所持有之股權；至2007年12月中，信德集團成功收購其餘兩家發展商的所有股權，合共75%（總代價合共為港幣68.7億元，合和股權部份為45.8億）；因此氹仔新城市發展有限公司成為信德集團全權控股公司。

## 概況
濠庭都會是澳門旅遊娛樂有限公司、合和實業、信德集團繼濠景花園後的第二個物業發展項目。整個項目共13幢大廈，地盤面積29,547平方米，總樓面面積292,912平方米，共有1788個住宅單位及2000個車位。建築期分三階段發展，耗資近6.8億澳門元，第一期於2004年動工，2006年落成，及後第二、三期也相繼落成（第十四、十六座已於2008年12月底獲工務局批准入伙）。濠庭都會所有單數座數為高座（36層樓高，面向科英布拉街），而雙數座數為低座（22層樓高，面向南京街）。

### 會所
濠庭都會的會所稱為濠庭會所（葡萄牙語：Cosmo Nova），位於濠庭都會的空中花園，即一樓平台。會所設有按摩站、休憩區、涼亭、小型農莊、噴泉、小廣場等設施，而豪華住客會所設施包括泳池、宴會廳、桑拿室、健身室、美食坊、電影室等。

## 項目發展計劃

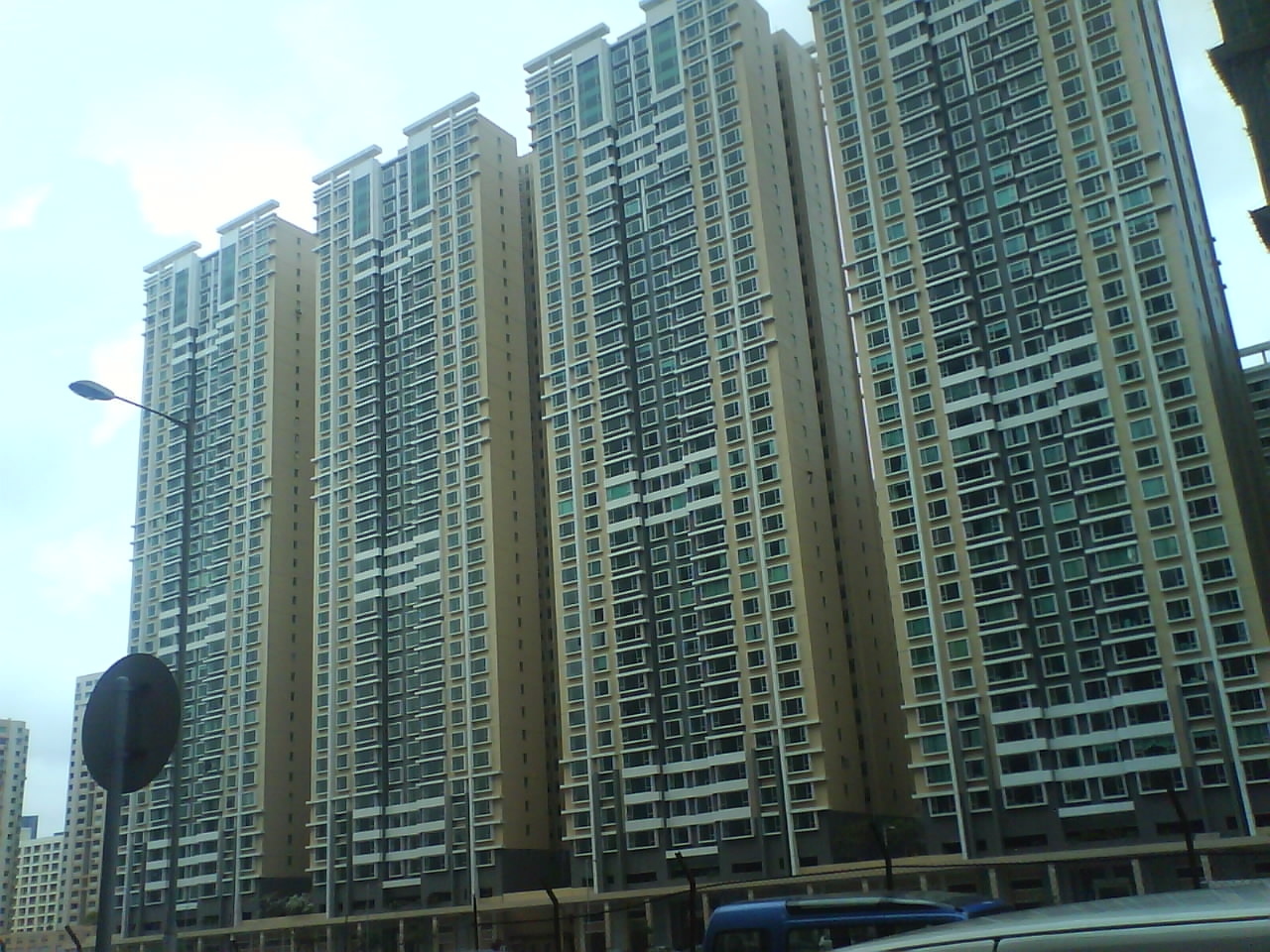
濠庭都會雙數字座數的樓宇

### 第一期
濠庭都會第一期（又稱為C區）是整個項目的第一個計劃，合共有5座，分別為第四座（欣濠軒）、第五座（悅濠軒）、第六座（逸濠軒）、第七座（奕濠軒）及第八座（樂濠軒）；單數座數為高座（36層樓高），而雙數座數為低座（22層樓高），合共684個住宅單位及800個車位。第一期於2004年中動工，2005年開始出售樓花，翌年落成及相繼入伙。

### 第二期
濠庭都會第二期（又稱為B區）共有4座，分別為第九座（卉濠軒）、第十座（翠濠軒）、第十一座（芊濠軒）、第十二座（蝶濠軒）；第二期共約550個住宅單位，於2005年開始動工興建，翌年5月出售樓花，並於2007年4月落成及入伙。

### 第三期
濠庭都會第三期（又稱為A區）分拆兩期進行；前期推出264個單位，是為第十四座（暉濠軒）、第十六座（顯濠軒）；而後期推出432個單位，是為第十三座（昇濠軒）及第十五座（映濠軒）；第三期地盤面積15,277平方米，建築面積64,890平方米，於2006年動工興建，同年底出預售，2008年第四季落成。

### 第四期
濠庭都會第四期（計劃的代稱，其後更名為濠珀）將會落實信德集團計劃中的構想；2007年底，土地工務運輸局批准初步計劃，但發展商需要規劃約4,300平方米作社區設施。第四期的興建位置即是濠庭都會售樓部前身，該售樓部已於2008年6月16日遷出現址，並臨時性地遷往濠庭都會第五座地鋪辦公以配合計劃的發展。售樓部遷出的同時，發展商將會為第四期的興建作前期準備，並於2011年4月動工。

### 第五期
濠庭都會第五期位於廣東大馬路，其後更名為濠尚，西靠成都街中央公園及濠庭都會第四期。第五期本意是興建集娛樂、度假、酒店、住宅於一身的樓盤，但中央在2008年初指示澳門政府不可以讓增加娛樂場數目，因此將原來之三星級酒店計劃改為住宅及大型綜合商場。
2013年8月30日信德集團與中國建築國際（3311）達成協議，後者將參股並共同發展信德集團澳門濠庭都會五期住宅部分。中國建築國際及信德旗下Ace Wonder將持有Fast Shift的A股及B股，而Fast Shift將佔該住宅部分項目公司的29%股權，參股金額約為20億元，同時將獲得濠庭都會五期的建築合約。
濠尚預計於2019年第一季入伙。

## 座數誤點
濠庭都會的座數由4開始至16，合共有13座，而無第一、二及三座的「存在」；在澳門政府的物業登記中，所有的座數全部推前一個數目，即第四座（欣濠軒）在政府登記中是為「第三座」，而非「第四座」。其後為免引起混亂，發展商取消座數編碼而改為直接使用各座樓宇名稱。

## 外部連結
- 濠庭都會
- 濠庭都會聯合管理委員會 （页面存档备份，存于）